# FC Les Lilas
Câu lạc bộ bóng đá Les Lilas là một câu lạc bộ bóng đá Pháp có trụ sở tại Les Lilas, Seine-Saint-Denis. Đội được thành lập vào năm 1947. Câu lạc bộ hiện đang chơi trong Championnat de France Amateurs 2, giải hạng năm của hệ thống giải đấu bóng đá Pháp.

## Danh hiệu
- Vô địch DH Paris: 1995